# 제5회 일본 중의원 의원 총선거
제5회 일본 중의원 선거는 1898년 3월 15일 일본에서 치러진 중의원의원의 선거다.

## 선거 결과
| 정당            | 의석수 |
| --------------- | ------ |
| 입헌자유당      | 105석  |
| 진보당          | 104석  |
| 국민협회        | 29석   |
| 야마시타 구락부 | 26석   |
| 동지구락부      | 13석   |
| 무소속          | 37석   |
| 합계            | 300    |